# Дубоки свемир (стрип)
Дубоки свемир је епизода Дилан Дога објављена у свесци бр. 128. у издању Веселог четвртка. Свеска је објављена 30. новембра 2017. Коштала је 270 дин (2,4 €). Имала је 96 страна и била у боји.

## Оригинална епизода
Оригинална епизода под називом Spazio profondo објављена је у бр. 337. оригиналне едиције Дилана Дога која је у Италији изашла 27.09.2014. Епизоду је нацртао Никола Мари, сценарио написао Роберто Рекиони, а насловну страну нацртао Анђело Стано.

## Кратак садржај
Дилан Дог се буди у години 2427. Налази се на свемирској станици УК-Бекам империје Албион (владарка Викторија XXIII) која је освојила цео свемир, али га и даље не контролише у потпуности. Дилан сазнаје да је није прави Дилан Дог (он је умро у 21. веку), већ само синтетички организам у који је ургађена Диланова оригинална мнемоничка конструкција. (Да би му то показала, поручница Кобајаши му засече длан из којег потече бела течност.)
Проблем који мучи империју су духови у свемиру. Иако је наука у 25. веку далеко одмакла, представници империје претпостављају да духови представљају остатке празноверја старог света и одлучује да ангажује Дилана као истраживача ноћних мора који је живео у 21. веку да спаси свемирски брод УК-Тачер. Дилан на ову мисију не иде сам већ са још четири клона, који симболизују друге стране Диланове личности (тактика, физичка снага, емоција, технологија).

## Асоцијације са SF-хорор филмовима
Бежање Дилана и његових сарадника по свемриском броду од чудовишта подсећа на сцене из Осмог путника (1979). Бела течност iy тела клонова подсећа на Еша, клона из истоименог филма. Као и бр. 4 у овој епизоди, тако и Еш у Осмом путнику инсистира ”да мисија нипошто не сме да се угрози”. Претварање и опонашање других људи алудира на Карпентеров Створ (1982). Спашавање свемирског брода УК-Тачер алудира на садржај књиге/филма Одисеја 2010, у коме група научника покушава да активира свемриски брод Откриће. Сама насаловна страна епизоде подсећа на мотиве из Одисеје 2001 (рођање Дете-звезда).

## Промене у серијалу
Ова епизода најавила је неколико промена у серијалу, која одражавају чињеницу да је сценариста Роберто Рекиони преузео уређивање серијала. Већ у следећој епизоди (ДД-129) инспектор Блок иде у пензију, док се у ДД-130. појављује његoв заменик, који има потпуно другачији однос према Дилану. У ДД-132. појављује се Диланов нови архи-непријатељ – Џон Гоуст.

## Епизода у боји
Ово је девета епизода регуларног серијала која је објављена у колору.

## Претходна и наредна епизода
Претходна епизода носила је наслов Гори вештице, гори (127), а наредна Никад више, инспекторе Блок (129).